# Patrimonio Cultural de la Nación (Perú)
Se denomina Patrimonio Cultural del Perú al conjunto de bienes, tanto materiales como inmateriales, acumulados a lo largo del tiempo. Estos bienes pueden ser de tipo paleontológico, arqueológico, arquitectónico, histórico, artístico, militar, social, antropológico o intelectual. En el Perú, la competencia para la tutela del Patrimonio cultural está en manos del Ministerio de Cultura.
En agosto de 2000, el Instituto Nacional de Cultura publicó una relación de templos, conventos y cementerios declarados patrimonio cultural.

## Normativa estatal
En Perú, el patrimonio cultural se halla regulado por la Ley Nº 28296, Ley General del Patrimonio Cultural de la Nación, la cual establece la política nacional la defensa, protección, promoción, propiedad y régimen legal y el destino de los bienes que constituyen el Patrimonio Cultural de la Nación.

“Se entiende por bien integrante del Patrimonio Cultural de la Nación a toda manifestación del quehacer humano –material o inmaterial- que por su importancia, valor y significado paleontológico, arqueológico, arquitectónico, histórico, artístico, militar, social, antropológico o intelectual, sea expresamente declarado como tal o sobre el que exista la presunción legal de serlo. Dichos bienes tienen la condición de propiedad pública o privada con las limitaciones que establece la presente Ley.”

### Categorías
Se clasifican en bienes materiales (inmuebles y muebles) y bienes inmateriales.
- Patrimonio material inmueble: Aquellos bienes culturales que no se pueden trasladar abarcando sitios arqueológicos y edificaciones coloniales y republicanas.
- Patrimonio material mueble: Objetos patrimoniales que se pueden trasladar.
- Patrimonio inmaterial: Manifestaciones culturales de cultura viva.
- Patrimonio cultural subacuático: vestigios culturales que han estado total o parcialmente sumergidos en agua, de forma continua o periódica, por lo menos durante 100 años.
- Patrimonio documental: Documentación impresa o digital conservada en archivos e instituciones similares.
- Patrimonio industrial: Bienes inmuebles y muebles adquiridos o producidos en relación con las actividades industriales, los productos generados y a la documentación relacionada.